# Stranka Colorado (Paragvaj)
Nacionalna republička asocijacija - Partija Kolorado (špa. Asociación Nacional Republican - Partido Colorado, ANR-PC) je politička stranka u Paragvaju, osnovana 1887. godine. Najčešće se oslovljava skraćeno kao Partija Colorado. Izvorno je konzervativna stranka. Osnivač stranke je Bernardino Caballero, koji je bio i paragvajski predjednik. 
Trenutni predsjednik stranke je Lilian Samaniego. Kandidatkinja stranke Blanca Olevar na izborima za predsjednika 2008. izgubila je od Fernanda Luga i time je okončana 61-godišnja neprekidna vladavina Partije Colorado u Paragvaju.
Stranka je vladala Paragvajem od 1887. do 1904. godine. Ponovno su došli na vlast 1946. godine zajedno s Revolucionarnom Partijom Febrista, za vrijeme vladavine predsjednika  Higinija Morinigija. Od 1947. do 1962. Colorado je vladao samostalno kao jedina stranka u Paragvaju, a druge su političke stranke zabranjene. Od 1962., dopuštene su i druge stranke, osim komunističkih, ali i dalje je praktički vladalo jednoumlje sve do svrgavanja diktatora Alfreda Strossnera 1989. godine. Izgubili su vlast 2008. godine, nakon što je predsjednikom postao Fernando Lugo, nekadašnji katolički biskup.